# 수온약층

수온약층(水溫躍層, 영어: Thermocline)은 깊이에 따라 수온이 급격하게 변하는 층을 말한다. 바다에서 수온약층은 심해층과 상부 혼합층을 나눈다. 계절, 위도 및 바람에 의한 격렬한 혼합에 따라 수온약층은 물의 반영구적인 특징일수도 있고, 가열/냉각과 같은 현상에 따라 낮/밤에 일시적으로 형성될 수도 있다. 수온약층의 깊이와 두께에 영향을 미치는 요인에는 계절 변화, 위도 및 조류와 같은 지역 환경 조건이 포함된다.

## 바다

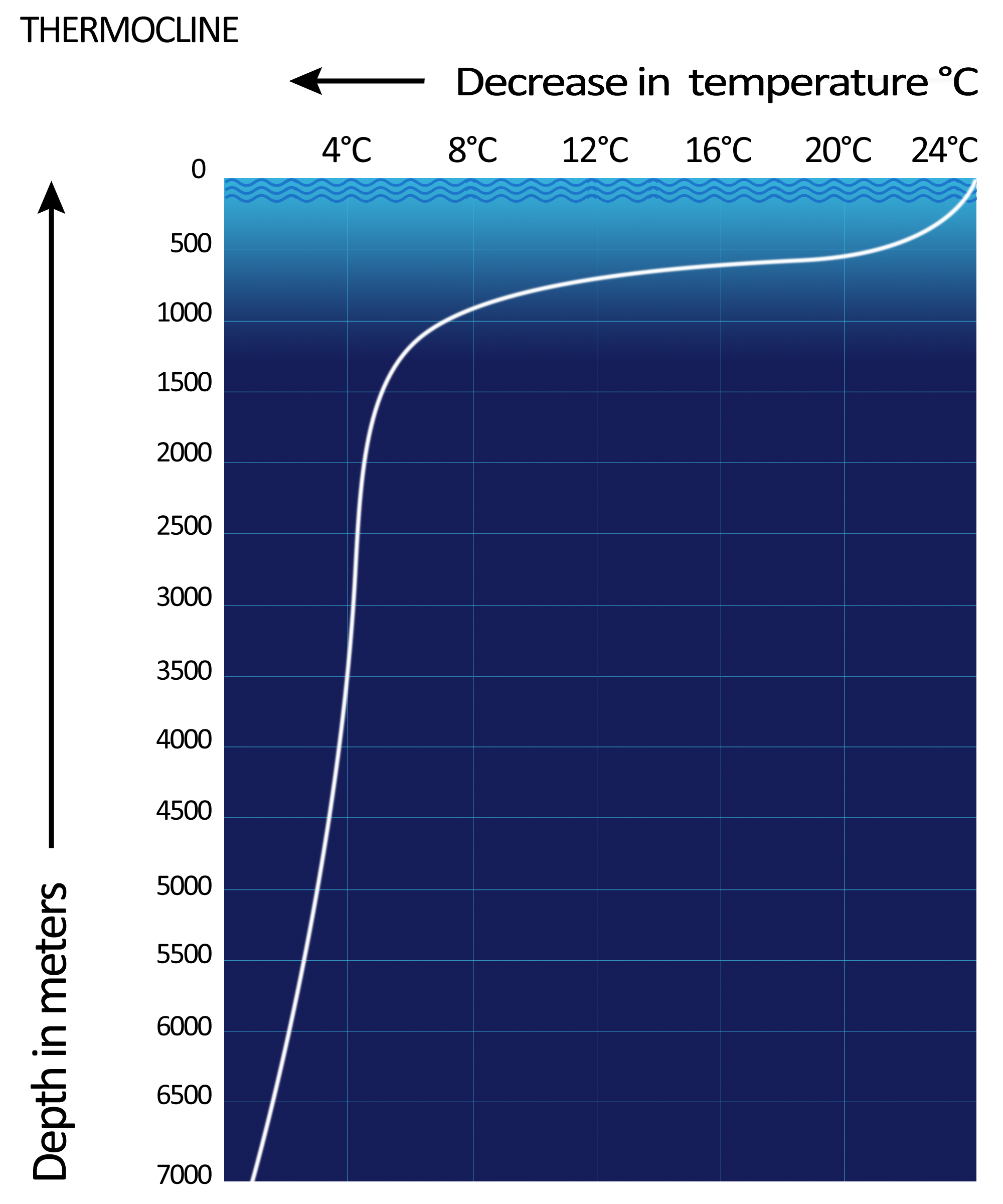
깊이에 따른 수온 분포를 기준으로 해수를 혼합층, 수온약층, 심해층으로 나눌 수 있다.

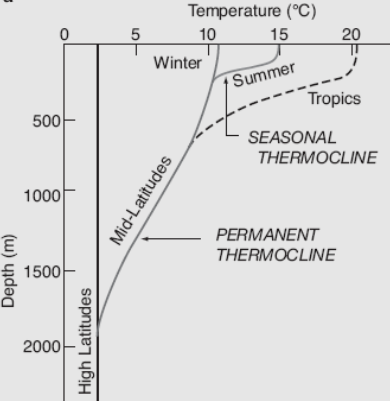
계절과 위도에 따라 다른 수온약층의 그래프

햇빛 대부분의 열에너지는 바다 표면의 처음 몇 cm에서 흡수되며, 낮에는 열을 받고 밤에는 열에너지가 방사선에 의해 우주로 빠져나가기 때문에 냉각된다. 파도는 바다 표면 근처에서 물을 섞어 해류로 인한 난류의 존재에 따라 수심 100m에서 비교적 균일한 수온이 되도록 더 깊은 물에 열을 분산시킨다. 혼합층 아래에서, 수온은 주간/야간 주기에 걸쳐 비교적 안정적으로 유지된다. 심해의 수온은 깊이에 따라 서서히 내려간다. 바닷물은 -2.3도가 되어야 언다.
수온약층의 깊이는 다양하다. 그것은 열대 지방에서 반영구적이며 온대 지방에서 변하기 쉽고 물줄기가 바다 표면에서 해저까지 차가워지는 극지방에서는 없는 편이다. 해빙은 단열 역할을 한다.

## 밀도약층
밀도약층은 밀도가 갑자기 변화하는 층이다. 일반적으로 해수는 표면에 잘 혼합된 고온·저밀도의 표면혼합층과, 그 밑에 저온·고밀도의 심해층이 존재하는데, 이 둘의 경계를 밀도약층이라고 한다. 이는 수온약층과 거의 일치하지만 염분약층의 존재 때문에 완벽하게는 일치하지는 않는다. 해양뿐만 아니라 호수에서도 이를 찾을 수 있다.

## 같이 보기
- 열염순환

- 부력
- 소파 채널
- 방음벽
- 엘니뇨

1. ↑  “밀도약층”. 2025년 5월 20일에 확인함.
2. ↑  “밀도약층”. 2025년 5월 20일에 확인함.